# Cité Soleil

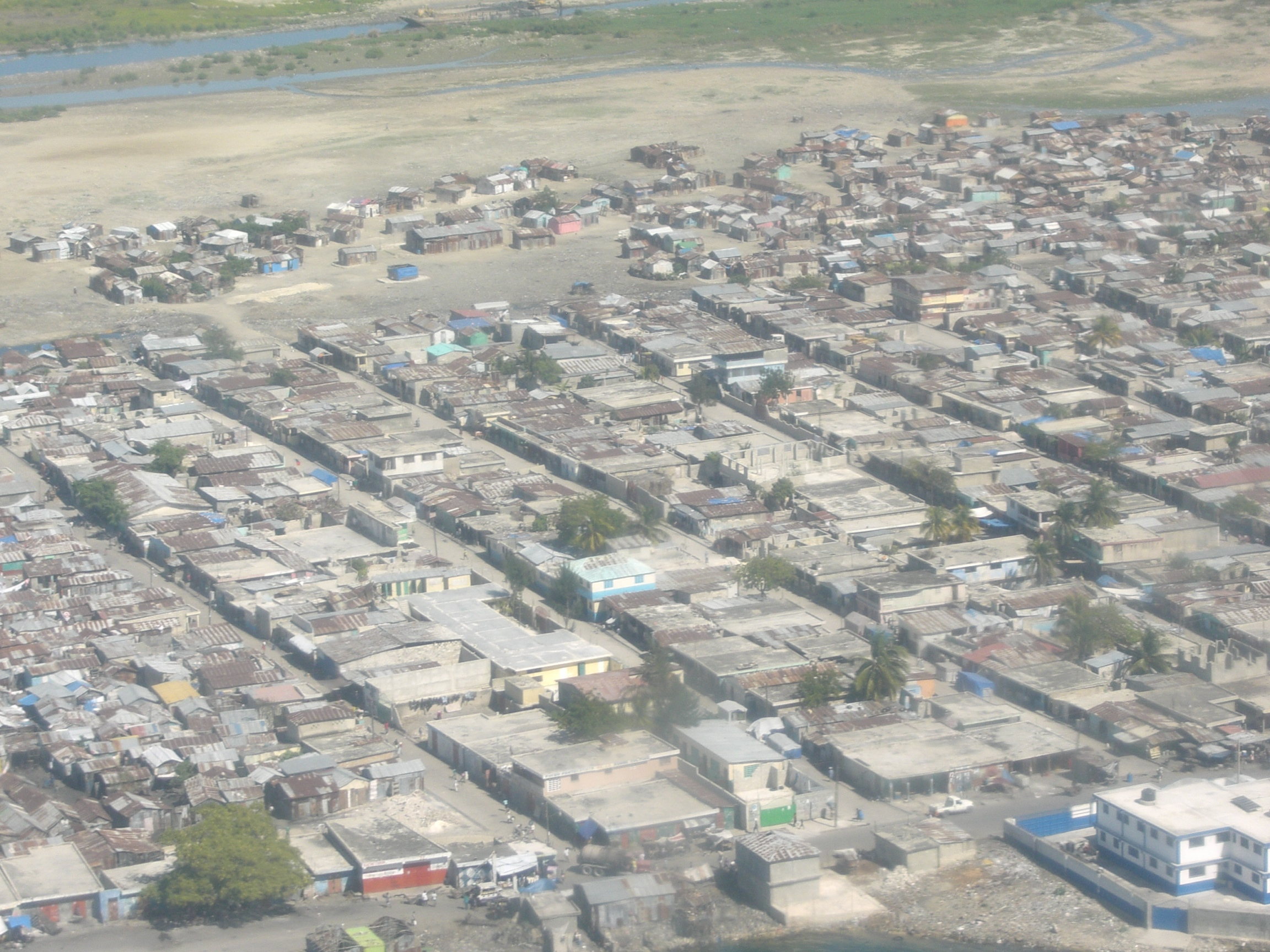
Cité Soleil (2006)

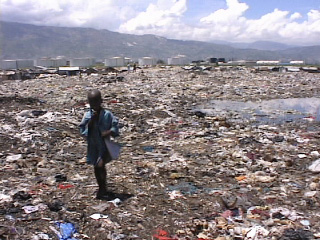
Kind auf einer Müllhalde in Cité Soleil. Haiti im Juli 2002

Cité Soleil (Haitianisch-Kreolisch Site Soley, deutsch: Sonnenstadt) ist ein sehr dicht bevölkertes Elendsviertel im Arrondissement Port-au-Prince, Haiti. Sie liegt zwischen dem Hafen und weiteren Elendsvierteln. Dieser Slum gehört zu den größten in der westlichen Hemisphäre. Die Siedlung war ursprünglich als Arbeitersiedlung konzipiert.

## Situation der Bewohner
Die geschätzten 200.000 bis 400.000 Menschen leben hier in extremer Armut auf einer Fläche von 5 Quadratkilometern. Es gibt wenig Polizei, keine Kanalisation, keine Läden und so gut wie keine Elektrizität. Es gibt keine stabilen sozialen Systeme. Gewalt und Bandenwesen bestimmen die soziale Atmosphäre. 90 Prozent der Bewohner sind arbeitslos. Das Jahreseinkommen liegt bei den meisten Bewohnern unter 360 US-Dollar. Menschen und Tiere versuchen die riesigen Müllhalden in Cité Soleil als ihre Lebensressource zu nutzen. 1993 war Cité Soleil Schauplatz eines Übergriffs der FRAPH, bei der ca. 50 Personen umkamen.

### Gesundheitsversorgung
Für die Einwohner bestanden 2004/05 zwei Gesundheitszentren, die täglich bis zu 20 Patienten behandeln können. Die Kosten für eine Behandlung außerhalb von Cité Soleil sind für die Bewohner nicht bezahlbar. Seit September 2005 engagieren sich die Ärzte ohne Grenzen und konnten die weiterhin minimale medizinische Versorgung verbessern.

### Eingriffe der UNO-Mission
Nach Angaben der UNO waren UN-Soldaten auf Anforderung der Regierung René Préval auch in der Cité Soleil im Einsatz. Das Mandat der UN-Stabilisierungsmission in Haiti (MINUSTAH) wurde vom UN-Sicherheitsrat mehrfach einstimmig verlängert. Menschenrechtsorganisationen, die haitianische Nachrichtenagentur HIP und andere Journalisten berichten über zahlreiche Übergriffe der UN-Soldaten auf die Zivilbevölkerung. Videos dokumentierten Erschießungen von Zivilisten. UN-Panzer zerstörten bei einem Einsatz im Jahre 2007 „baufällige Gebäude“. Bei diesem Tageseinsatz wurden 22.000 Schüsse abgefeuert und zahlreiche Zivilisten getötet. Die Leiterin der basisdemokratischen Gewerkschaftsorganisation Batay Ouvriye, Yannick Etienne, hält den Einsatz der UN-Truppe für einen „totalen Misserfolg“. Auch in den Staat hätten die Menschen „kein Vertrauen“.

### Eskalierende Bandengewalt 2022
Im Jahre 2022 eskalierte die Bandengewalt zunehmend. So wurden im Juli allein in fünf Tagen 230 Menschen in Cité Soleil getötet oder verletzt, von denen die Mehrheit keine direkte Verbindungen zu den Banden hatte. In der ersten Jahreshälfte gab es insgesamt fast 1000 Tote durch Bandenkriminalität. Als Ursache gilt nicht nur die schwache Zentralgewalt der Regierung, sondern auch die stark steigenden Kosten für Lebensmittel und Treibstoff, welche von der Bevölkerung nicht mehr beglichen werden können.
Im Rahmen der Krise in Haiti seit 2018 verhängte die Regierung am 19. Juli 2024 für einen Monat den Ausnahmezuständ (état d’urgence) über die Gemeinde.

## Film
In seiner Dokumentation Ghosts of Cité Soleil beschreibt Asger Leth die Lage in Cité Soleil während der letzten Wochen der Regierung Aristide im Jahr 2004.

## Persönlichkeiten
- Mario Delatour. Filmemacher: The Kingdom (1994), The Serpent and the Rainbow (1987)